# Drzeńsk Mały
Drzeńsk Mały (niem. Klein Drenzig, łuż. Mały Drězg) – wieś w Polsce położona w województwie lubuskim, w powiecie krośnieńskim, w gminie Gubin.
W latach 1975–1998 miejscowość administracyjnie należała do województwa zielonogórskiego.
Położony jest 6 km na północny wschód od Gubina przy drodze z Wałowic do Żytowania. Po raz pierwszy napomknięto o wsi w dokumentach w 1367 roku pod nazwą (niem. Schildowdrencz). W latach 1818–1864 istniała tutaj cegielnia, oraz od 1840 - 1864 roku folwark. W latach 1876–1888 majątek ten został podzielony między gospodarzy. Drzeńsk Mały był kiedyś własnością mieszczan z Lucku, należał także do klasztoru w Neuzelle, rodziny von Polenz, a ostatni właściciel to Helmigk. Uprawiano tu w XVIII wieku żyto, pszenicę, owies, jęczmień, grykę, chmiel, len i ziemniaki. Władca majątku Hans von Pilgram w 1675 roku wspomógł po wielkim pożarze odbudowę Gubina.
W Drzeńsku Małym od 12 czerwca do 18 września 1945 roku była komendantura wojskowa, której komendantem był ppor. Józef Bober z 38. Pułku Piechoty. W 1952 roku wieś zamieszkiwało 88 osób. W latach 1953–1956 była tam spółdzielnia produkcyjna, a w 1996 roku oddano we wsi do użytku wodociąg.
Liczy około 150 mieszkańców, w wiosce sklep spożywczy oraz świetlica wiejska. Wieś ulicowo – placowa o metryce średniowiecznej. Obecnie wielodrożnica z czytelnym planem pierwotnym. Zabudowa zwarta szczytowa i kalenicowa.

## Zabytki

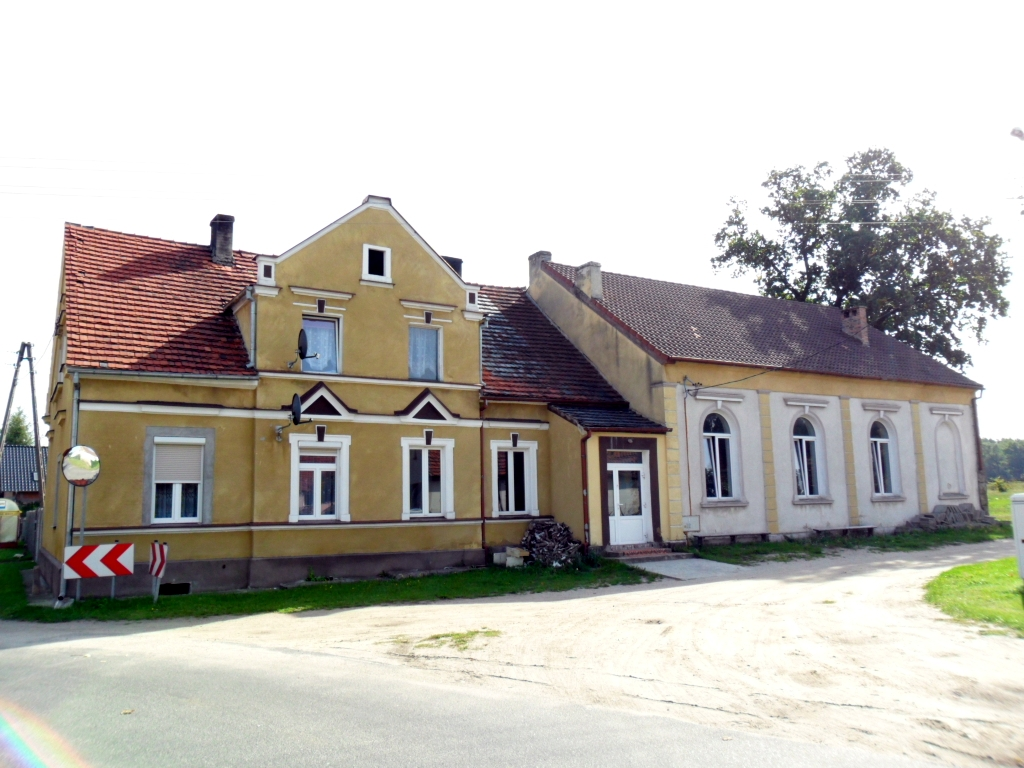
Zabytkowy budynek – Drzeńsk Mały nr 4

Do wojewódzkiego rejestru zabytków wpisany jest:
- dom nr 4, z XVIII wieku.

Warto zobaczyć:
- dom ludowy (świetlica) z 1925 roku, oraz aleję lipową.